# اچ‌ام‌اس والهالا (۱۹۱۷)
اچ‌ام‌اس والهالا (۱۹۱۷) (به انگلیسی: HMS Valhalla (1917)) یک کشتی بود که طول آن ۳۱۲ فوت (۹۵ متر) بود. این کشتی در سال ۱۹۱۹ ساخته شد.